# حصن بيت الند
حصن بيت الند هو أحد حصون ولاية محضة بعمان وهو أكبر حصون ولاية محضة وأقدمها، يرجح البعض تاريخه إلى ما قبل القرن الثامن عشر الميلادي، ويتميز ببنائه الهندسي على الطراز الهندي.